# Fundação de Amparo à Pesquisa do Estado da Bahia
A Fundação de Amparo à Pesquisa do Estado da Bahia (FAPESB) é uma instituição pública de fomento à pesquisas científicas e tecnológicas do estado da Bahia, fundada em 27 de agosto de 2001 através da Lei Nº 7.888. É vinculada à Secretaria de Ciência, Tecnologia e Inovação do Estado da Bahia (SECTI) mediante a Lei n. 8.414, de 02 de janeiro de 2003.

## Marcos históricos
Em 2020 Jean Isaac Lemos Costa se tornou o primeiro pesquisador trans da FAPESB. Estudante de artes da Universidade Federal do Sul da Bahia (UFSB), Lemos desenvolveu pesquisa sobre sonoplastia e luz para a cena teatral a partir das desobediências de gênero, com orientação da professora Dodi Leal que, com esta investigação, se tornou a primeira professora trans a ser orientadora de pesquisa na FAPESB. A referida pesquisa está vinculada à criação artística da esquete teatral, do ILUMILUTAS/UFSB, uma adaptação dramatúrgica do texto Medeia, de Eurípedes, e da versão Gota d'Água, de Chico Buarque e Paulo Pontes.